# Aliona alena
Aliona alena (лат.) — вид бабочек-совок, единственный в составе рода Aliona из подсемейства земляные совки (Noctuinae). Китай. Назван в честь Алены Казакевич.

## Распространение и экология
Китай, Сычуань. Все серии самцов и самок были собраны на свету в августе-сентябре в отдаленных западных районах китайской провинции Сычуань у гор Даочэн и Ба-Мэй хребта Шалулишань. Новый вид был собран на высоте от 3700 до 4100 м в смешанных лесах с преобладанием различных хвойных деревьев и кустарников, таких как Rhododendron. Все особи были обнаружены до полуночи при температуре окружающей среды 3-5 °С. Наличие не менее двух сперматофоров у каждой из вскрытых самок свидетельствует о том, что они спаривались более одного раза.

## Описание
Бабочки средних размеров. Размах крыльев от 27 до 31 мм, длина переднего крыла от 13 до 15 мм. Бледно-розовые края переднего крыла обрамляют широкий овально-треугольный жёлтый центр крыла. Голова и грудь беловато-бледно-соломенного цвета с неравномерным розовым отливом, особенно на ногах; нижнегубные щупики со светлыми коричневыми кончиками, антенны светло-охристые. Переднее крыло со слабо заостренной вершиной, основного цвета соломенного цвета, с розовым напылением по всему костальному, анальному и терминальному краям, наиболее узкое вдоль последнего; бахрома розовая; задние крылья также соломенного цвета, со слабыми коричневыми пятнами на диске и вдоль жилок и бахромой от соломенного до беловато-бледно-розового цвета. Нижняя сторона крыльев без рисунка, с обширным темно-серым пятном на переднем крыле.
Тело с общим грубым и пухлым покровом волосовидных чешуек на голове и груди, стирающим различие между патагиумом, тегулами и нотумом. Голова маленькая, глаз слегка эллипсовидный, лоб выпуклый, слегка переходящий в поперечный гребень, у самца двоякопильчатые усики с короткими ветвями до середины жгутика (наружные ветви самые короткие), дистально пластинчатые срединно-вентрально (пластины также короткие), у самки нитевидные, лабиальные щупики тонкие, слабо изогнутые вверх, хоботок толстый, функциональный, бледно-соломенного цвета. Грудь тонкая, с небольшим патагиумом и тонкими тегулами; форма переднего крыла, как у Heliocheilus cruentata, но с более плавно закругленной вершиной и торсом, коста слегка выпуклая у самца, более равномерно выпуклая на всём протяжении у самки, термен плавно выпуклый, особенно у самки, стигмата и поперечные линии отсутствуют; задние крылья обратнояйцевидные, без рисунка; ноги тонкие, средние голени с одной парой концевых шпор, задние голени с двумя парами. Брюшко цилиндрическое и стройное, тройничные щеточные органы отсутствуют.

## Систематика и этимология
Вид и род Alena были впервые описаны в 2019 году и названы в честь Алены Казакевич (Лида, Белоруссия) в знак признания её поддержки энтомологических исследований одного из авторов описания. Однако, это имя оказалось занято ранее описанной верблюдкой Alena (она как род известна с 1916 года) и поэтому название заменили на Aliona.
Представитель трибы Apameini из подтрибы Apameina. Благодаря бледно-розовым краям переднего крыла, обрамляющим широкий овально-треугольный желтый центр крыла, единственный известный до сих пор представитель нового рода демонстрирует поразительное внешнее сходство по габитусу с несколькими видами Adisura Moore, 1881 и Heliocheilus Grote, 1865, оба в подсемействе Heliothinae. Тем не менее, его яйцеклад имеет характерные дорсо-вентрально уплощенные лировидные доли Apameina (Noctuinae: Apameini). Имеется некоторое внешнее сходство рисунка и несколько мягкое масштабирование с Metopiora Meyrick, 1902, монотипическим родом, выделенным для Chariclea sanguinata T.P. Lucas, 1893, хотя он явно принадлежит к родовой группе анартоидов Hadenini. В структурных особенностях типовой вид демонстрирует необычное сочетание уникальных особенностей и сходства с другими родами подтрибы Apameina. В конфигурации гениталий самца имеется сильное сходство с Argyrospila Herrich-Schäffer, [1851]. Конфигурация лопастей яйцеклада самки является признаком, общим для многих групп Apameina. В отличие от типичных групп Apameina, между лопастями яйцеклада нет очевидных парных удлиненных срединных стержней, что имеет место вместо этого в подтрибе Sesamiina из трибы Apameini. Уникальные особенности Aliona включают ромбовидный, усеченный на вершине ункус, сидящий на широком поперечном угловатом основании ункуса, сложную, резко дифференцированную юксту между его верхней и нижней частями, микроскопическую сосцевидную ампуллу, сросшуюся с костальной пластинкой, прямостоячий, ушковидный костальный отросток (= digitus sensu Forbes, 1954), расположенный ближе к косте, чем к задне-вентральному углу костальной пластинки, и асимметричная склеротизация сумки протока.
- Alena Gyulai, Saldaitis & Zilli, 2019
- Aliona Gyulai, Saldaitis & Zilli, 2019
  - Alena alena Gyulai, Saldaitis & Zilli, 2019
  - Aliona alena Gyulai, Saldaitis & Zilli, 2019